# UTV
UTV, conocido anteriormente como Ulster Television, es un canal de televisión con sede en Irlanda del Norte. Es la franquicia regional que emite los programas de ITV en ese territorio y pertenece a ITV plc.

## Historia
UTV fue fundada como la franquicia para Irlanda del Norte de Independent Television (ITV), la red de televisión comercial del Reino Unido que había sido creada en 1955. La Independent Television Authority (ITA) sacó la concesión a concurso en septiembre de 1958, y a ella optaron dos candidaturas que terminaron unificando su propuesta. El grupo resultante se llamó Ulster Television Limited, con sede en Belfast.
La cadena comenzó sus emisiones el 31 de octubre de 1959 con programación local y espacios de otras franquicias de ITV. Con el paso del tiempo contribuyó a la programación de la red nacional, principalmente a través de coproduciones. Ulster Television disponía de un transmisor al oeste de Belfast, y la cobertura no fue reforzada hasta febrero de 1963 gracias a un segundo poste en Strabane. Las primeras emisiones en color se llevaron a cabo en 1970 desde un tercer transmisor en Divis.
A partir de 1993 el canal pasó a llamarse UTV, aunque la propietaria de la franquicia mantuvo el nombre completo hasta 2006. A su vez, la empresa de televisión quedó integrada en el holding UTV Media, que agrupaba las emisoras de radio y televisión. El canal tuvo una breve incursión en la República de Irlanda a través de la filial UTV Ireland, que emitió desde 2015 hasta su venta a TV3 en 2016.
En octubre de 2015 se confirmó la venta de UTV a ITV plc, propietaria de la mayoría de franquicias de ITV en Reino Unido, por 100 millones de libras. La venta no implicó un cambio de marca, por lo que UTV sigue siendo la única franquicia (junto con STV en Escocia) que opera con una denominación distinta dentro de ITV.

## Programación
La cadena forma parte de ITV y emite la mayoría de sus programas. Además, produce espacios en desconexión que están diriigidos al público norirlandés. Su cobertura está limitada a Irlanda del Norte, pero también puede sintonizarse en la República de Irlanda a través del satélite. Cuando emitía en analógico, su señal podía captarse en algunos puntos de Irlanda, Isla de Man y la costa oeste de Gran Bretaña.